# Memoriał Jana Ciszewskiego 1999
Memoriał im. Jana Ciszewskiego 1999 – 16. edycja turnieju żużlowego poświęconego pamięci znanego polskiego komentatora sportowego Jana Ciszewskiego, który odbył się 22 maja 1999 roku. Turniej wygrał Tony Rickardsson.

## Wyniki
- Stadion Miejski (Rybnik), 22 maja 1999
- Sędzia: Wojciech Grodzki

| Msc. | Zawodnik               | Klub         | Pkt    |             |  |
| ---- | ---------------------- | ------------ | ------ | ----------- |  |
| 1    | Tony Rickardsson       | Szwecja      | 12+9   | (3,1,3,3,2) |  |
| 2    | Hans Nielsen           | Dania        | 12+6   | (3,3,1,2,3) |  |
| 3    | Sławomir Drabik        | Częstochowa  | 12+3   | (1,3,3,2,3) |  |
| 4    | Tomasz Gollob          | Bydgoszcz    | 9+4    | (2,3,0,2,2) |  |
| 5    | Robert Sawina          | Gniezno      | 10+2   | (3,2,1,3,1) |  |
| 6    | Rune Holta             | Norwegia     | 11+dst | (1,2,2,3,3) |  |
| 7    | Ryan Sullivan          | Australia    | 9+1    | (3,3,2,0,1) |  |
| 8    | Peter Karlsson         | Szwecja      | 7      | (0,1,1,3,2) |  |
| 9    | Roman Jankowski        | Leszno       | 6      | (2,0,1,0,3) |  |
| 10   | Tomasz Jędrzejak       | Ostrów Wlkp. | 6      | (0,1,3,1,1) |  |
| 11   | Adam Pawliczek         | Rybnik       | 6      | (1,1,0,2,2) |  |
| 12   | Robert Dados           | Grudziądz    | 5      | (2,0,3,0,d) |  |
| 13   | Rafał Dobrucki         | Piła         | 5      | (1,2,1,1,d) |  |
| 14   | Sebastian Ułamek       | Gdańsk       | 4      | (0,0,2,2,d) |  |
| 15   | Stefan Dannö           | Szwecja      | 3      | (2,0,0,1,0) |  |
| 16   | Eugeniusz Skupień      | Rybnik       | 3      | (0,2,0,d,1) |  |
|      | rez. Piotr Padowski    | Rybnik       |        | (ns)        |  |
|      | rez. Eugeniusz Tudzież | Rybnik       |        | (ns)        |  |
|      | rez. Artur Pietrzyk    | Częstochowa  |        | (ns)        |  |